# Bedtime for Democracy
Albums de Dead Kennedys
Frankenchrist Give Me Convenience or Give Me Death
Bedtime for Democracy est un album des Dead Kennedys sorti en 1986.

## Liste des titres
1. Take This Job and Shove It – 1 min 25 s (David Allan Coe)
2. Hop with the Jet Set – 2 min 07 s
3. Dear Abby – 1 min 09 s
4. Rambozo the Clown – 2 min 25 s
5. Fleshdunce – 1 min 29 s
6. The Great Wall – 1 min 32 s
7. Shrink – 1 min 44 s
8. Triumph of the Swill – 2 min 17 s
9. Macho Insecurity – 1 min 30 s
10. I Spy – 2 min 30 s (D. H. Peligro)
11. Cesspools in Eden – 5 min 56 s (Jello Biafra/Dead Kennedys)
12. One-Way Ticket to Pluto – 1 min 38 s
13. Do the Slag – 1 min 36 s (East Bay Ray)
14. A Commercial – 1 min 33 s
15. Gone with My Wind – 1 min 43 s
16. Anarchy for Sale – 1 min 18 s
17. Chickenshit Conformist – 5 min 58 s
18. Where Do Ya Draw the Line – 2 min 39 s
19. Potshot Heard 'Round the World – 2 min 10 s (Jello Biafra/East Bay Ray)
20. D.M.S.O. – 2 min 09 s (Jello Biafra/Dead Kennedys)
21. Lie Detector – 3 min 43 s (Jello Biafra/East Bay Ray)